# Xylotrechus ruficollis
Xylotrechus ruficollis là một loài bọ cánh cứng trong họ Cerambycidae.